# Lysekils kallbadhus
Lysekils kallbadhus är ett kallbadhus i Lysekil i Bohuslän. De äldsta delarna av kallbadhuset är från 1864 och byggnaden är därmed, vid sidan av badanläggningarna i Gustafsberg  en av de äldsta badanläggningarna i Sverige. 
Det nuvarande badhuset är huvudsakligen från 1916 och ritat av Karl Güettler. Det var ursprungligen endast avsett för herrar, men sedan dambadhuset revs på 1970-talet används det av både herrar och damer. De har separata ingångar och ett plank skiljer avdelningarna.
I början av 1990-talet fördes en diskussion om att riva kallbadhuset. Vänföreningen "Kallbadhusets vänner" bildades då för att rädda anläggningen och den driver sedan dess badet i samarbete med Lysekils kommun.